# Puf

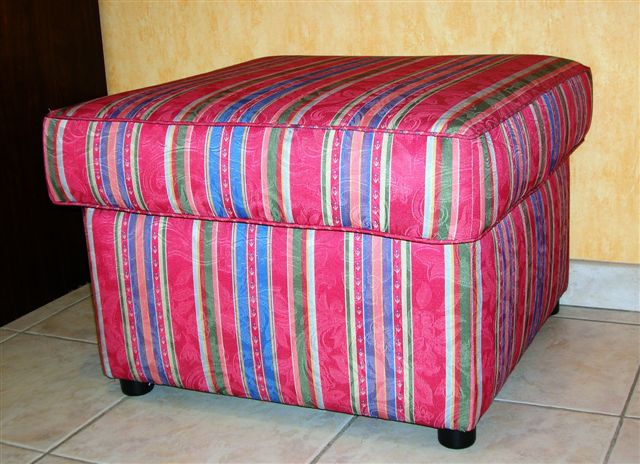
Puf

Puf (fr. pouf) – miękki, niski taboret z siedziskiem znajdującym się na skrzyni, obity w całości tkaniną lub skórą.
Forma „pufa”, choć powszechna, nie jest sankcjonowana przez wydawnictwa normatywne.